# Jesse Carrasquedo jr.
Jesse Alejandro Carrasquedo Parada (León, 27 april 2007) is een Mexicaans autocoureur.

## Carrière

### Karting
Carrasquedo maakte zijn autosportdebuut op vijfjarige leeftijd in het karting, waar hij voornamelijk in Mexicaanse en Amerikaanse kampioenschappen reed. In 2016 maakte hij zijn internationale debuut en in 2017 ging hij in Europa karten. Hij reed zes jaar voor het team Parolin, met als beste resultaat een vijfde plaats in de Junior Rok-klasse van de Rok Cup International Final in 2020. Tussen 2019 en 2021 nam hij ook deel aan zowel het wereld- als het Europees kampioenschap karten.

### Formule 4

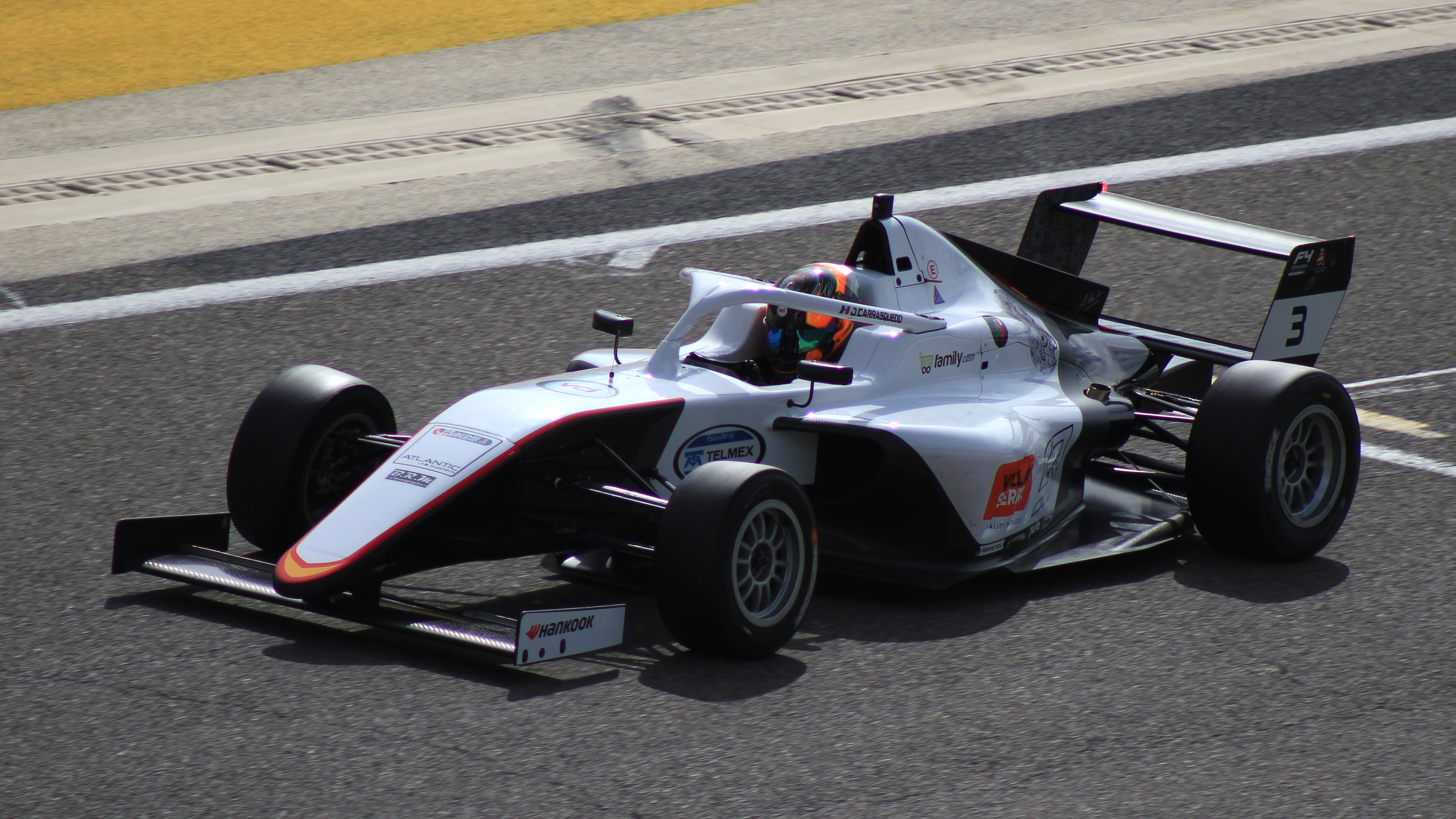
Jesse Carrasquedo jr. op het Circuit de Spa-Francorchamps in 2023.

In het seizoen 2019-2020 maakte Carrasquedo debuut in het formuleracing in het Formule 4-kampioenschap van de NACAM. Hij reed hierin voor het opleidingsteam van toenmalig Formule 1-coureur Sergio Pérez. Hij nam deel aan drie raceweekenden, waarin twee vierde plaatsen op het Autódromo de Quéretaro zijn beste race-uitslagen waren. In 2021 kwam hij uit in het Deens Formule 4-kampioenschap voor FSP Racing. In zijn eerste weekend op Padborg Park behaalde hij direct twee zeges. Later dat jaar zou hij nog een ronde op Padborg rijden, maar nadat hij in de derde en laatste race van het weekend een valse start maakte en zijn diskwalificatie negeerde, werd hij uit de uitslag van alle races geschrapt.
In 2022 stapte Carrasquedo over naar het Spaans Formule 4-kampioenschap. Hij kwam uit voor Campos, waar hij al sinds 2021 in het juniorprogramma was geplaatst. Na het eerste raceweekend op het Autódromo Internacional do Algarve stapte hij tijdelijk uit het kampioenschap vanwege fagofobie. In augustus keerde hij terug in de autosport en nam hij deel aan een ronde van het Formule 4-kampioenschap van de NACAM op het Autódromo Hermanos Rodríguez voor het opleidingsteam van toenmalig Formule 1-coureur Sergio Pérez, waarin hij twee zeges en een tweede plaats behaalde. Vervolgens keerde hij terug naar de Spaanse Formule 4 en reed hij in de laatste twee raceweekenden wederom voor Campos. Een zestiende plaats was zijn beste race-uitslag in deze klasse. Aan het eind van het jaar nam hij voor Monlau Motorsport deel aan de seizoensfinale van het Italiaans Formule 4-kampioenschap op het Circuit Mugello.
In 2023 begon Carrasquedo het jaar in het Formule 4-kampioenschap van de Verenigde Arabische Emiraten bij het team R-ace GP. Een vijfde plaats op het Dubai Autodrome was zijn beste race-uitslag, waardoor hij met 20 punten achttiende in de eindstand werd. Vervolgens keerde hij terug naar de Spaanse Formule 4 met Campos. Hij behaalde zijn enige puntenfinish met een achtste plaats op het Motorland Aragón, waardoor hij met vier punten negentiende in het klassement werd. Ook reed hij in het openingsweekend van de Italiaanse Formule 4 voor BVM Racing op het Autodromo Internazionale Enzo e Dino Ferrari, met een tiende plaats als beste resultaat.

### Formule Regional

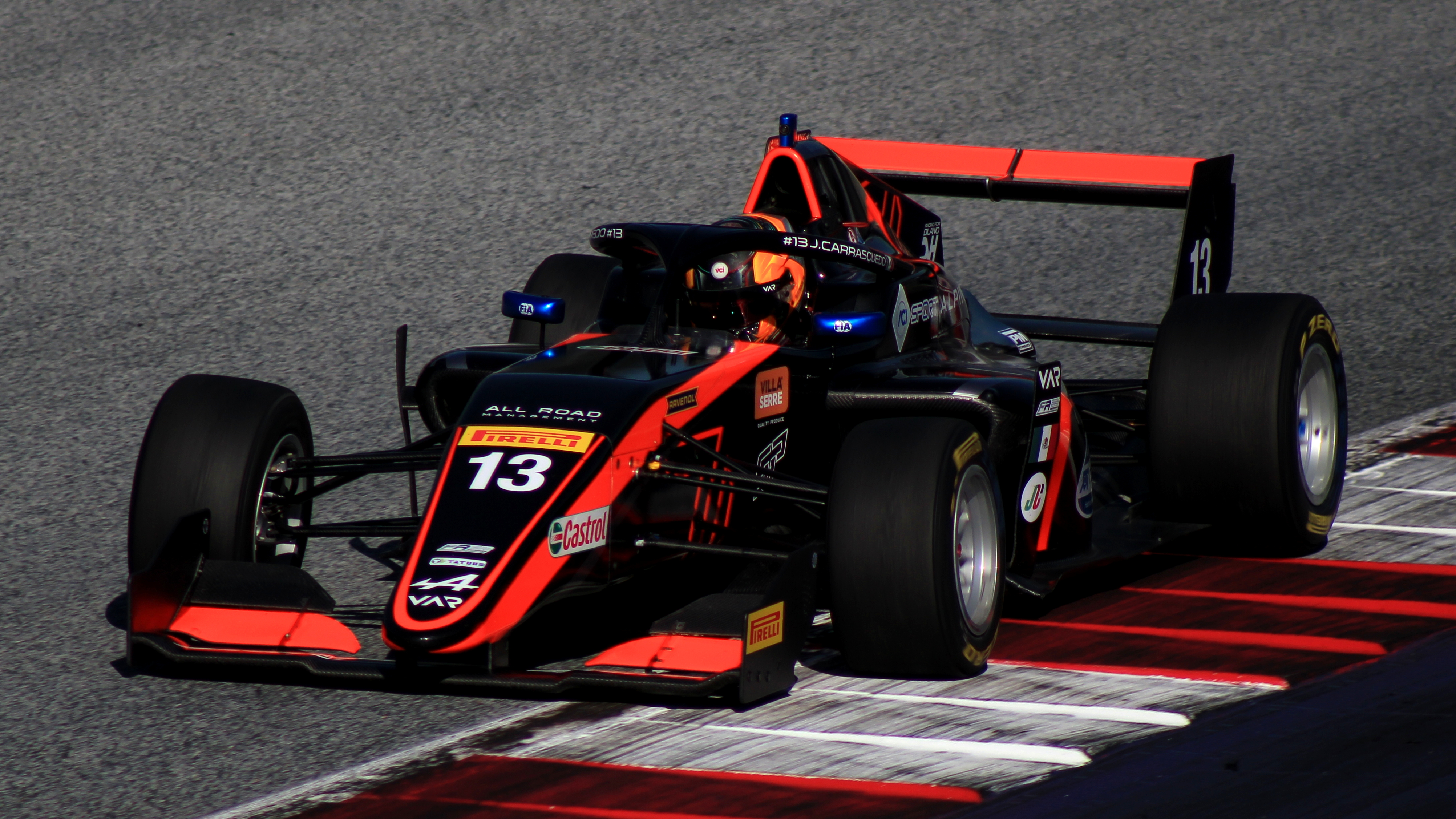
Jesse Carrasquedo jr. op de Red Bull Ring in 2023.

Gedurende 2023 reed Carrasquedo in een raceweekend van de Eurocup-3 op het Circuit Zandvoort voor het GRS Team, waarin hij vijftiende en twaalfde werd. Vervolgens stapte hij over naar het Formula Regional European Championship (FREC) als vervanger van de vertrokken Joshua Dufek bij Van Amersfoort Racing tijdens de weekenden op de Red Bull Ring en het Autodromo Nazionale Monza, met een 23e plaats als beste resultaat.
In 2024 begon Carrasquedo het jaar in het Formula Regional Middle East Championship (FRMEC) bij R-ace GP. Een elfde plaats op het Yas Marina Circuit was zijn beste race-uitslag en hij eindigde puntloos op plaats 25 in het klassement. Vervolgens keerde hij terug naar het FREC, waar hij voor G4 Racing reed. Na vier raceweekenden, waarin een negentiende plaats op de Hockenheimring Baden-Württemberg zijn beste resultaat was, verliet hij de klasse en keerde hij terug naar de Eurocup-3 bij Campos. In zijn eerste weekend van het seizoen op het Circuit Paul Ricard behaalde hij zijn eerste podiumfinish met een derde plaats, voordat hij op Aragón voor het eerst won. Met 80 punten werd hij achtste in het eindklassement.
In 2025 reed Carrasquedo in drie van de vijf weekenden van het FRMEC bij Pinnacle Motorsport. Hij behaalde een podiumplaats op Yas Marina en werd met 41 punten vijftiende in de eindstand. Vervolgens ging hij rijden in het nieuwe winterkampioenschap van de Eurocup-3 bij Campos. Hij stond op Aragón eenmaal op het podium, waardoor hij met 42 punten achtste in het kampioenschap werd. Tevens bleef hij actief in het hoofdkampioenschap van deze klasse.

### Formule 3
Eind 2024 nam Carrasquedo deel aan testsessies van het FIA Formule 3-kampioenschap voor de teams Campos, Van Amersfoort en AIX Racing. Pas in het vijfde raceweekend van 2025 maakte hij zijn racedebuut in de klasse als vervanger van Joshua Dufek bij Hitech TGR op het Circuit de Barcelona-Catalunya.